# ALL Music
ALL Music é um canal de televisão musical italiano de televisão por assinatura.